# 히다카 노리코
히다카 노리코(日高のり子, 1962년 5월 31일~)는 일본의 성우이다.
1980년대 중반부터 1990년대 초반 전성기를 누렸고 베테랑이 된 현재까지 활발히 일선에서 활동하는 성우. 맑고 또렷한 목소리로 《터치》의 아사쿠라 미나미, 《이웃집 토토로》의 언니 사츠키, 《란마 1/2》의 텐도 아카네 등 많은 국민 애니메이션의 여주인공을 연기했다. 소년 역에도 뛰어나서 대표작으로 《신비한 바다의 나디아》의 쟝과 《피구왕 통키》의 통키가 있다. 그리고 소녀 연기와 소년 연기를 적절히 조화시켜 연기하는 《명탐정 코난》의 세라 마스미 역시 대표 캐릭터.
원래는 아역 배우, 아이돌 출신으로 데뷔초에는 형편없는 연기력으로 많은 비판을 받고 선배들에게 많이 혼나곤 했으나 피나는 노력으로 소년, 소녀, 성인, 중년 여성까지 소화할 정도로 넓고 뛰어난 연기력을 가지게 되었다. 현재까지 아역/아이돌에서 성우 전향한 가장 성공적인 케이스로 꼽힌다.

## 출연
- 터치 (1985) -- '아사쿠라 미나미'
- 시티헌터1기 2화 (1987) -- '시미즈 미츠코'
- 슈퍼 K (1987) -- '레니 아이'
- 아니메 삼총사 (1987) -- '콘스탄스'
- 이웃집 토토로 (1988) -- '사츠키'
- 톱을 노려라! (1988) -- '타카야 노리코'
- 란마 1/2 시리즈 (1989) -- '텐도 아카네(주세나)'
- 비오-내방자 (1989) -- '스미레'
- 파라솔 헨베에 (1989) -- '메게루'
- 피터팬의 모험 (1989) -- '피터팬'
- 이상한 바다의 나디아 (1990) -- '장 로크 라르티그'
- 바람의 이름은 아무네지아 (1990) -- '리사'
- 쌍둥이 대소동 (1991) -- '패트 (패트리시아 오'설리반)
- 피구왕 통키 (1991) -- '통키 (이치게키 탄페이)
- 요술소녀 (1993) -- '진혜리 (마츠나카 미카게)'
- 팔견전 (1993) -- '이누에 신베이'
- 푸른 전설의 슛 (1993) -- '카즈미'
- 빨간 망토 차차 (1994) -- '시이네 (빙빙)'
- 바람의 검심 - 메이지 검객 낭만담 (1996) -- '세타 소지로'
- 특무전대 샤인즈맨 (1996) -- '히다카 리코'
- 기동전함 나데시코 극장판 (1998) -- '마키비 해리'
- 폭주형제 렛츠&고 Max (1998) -- '이치몬지 레츠야 (한시열)'
- ONE PIECE (1999) -- '벨메일'
- 스피릿 오브 원더 (2001) -- '차이나'
- 이누야샤 (2000) -- '키쿄우'
- 록맨 에그제 (2002) -- '마리코 선생님'
- 록맨 에그제 엑세스 (2003) -- '마리코 선생님'
- 화소의 달-추광언 (2002) -- '카게츠'
- 무적뱅커 크로켓 (2003) -- '안초비'
- 사쿠라 대전 3 (2003) -- '에리카 폰티느'
- 눈의 여왕 (2005) -- '니나'
- 디지몬 크로스워즈(2010) -- '마츠다 타카토'
- 일상 (2011) -- '스탈라 공주'
- 명탐정 코난 (2012) -- '세라 마스미'
- 명탐정 코난: 비색의 부재증명 (2021) -- '세라 마스미'
- 디지몬 테이머즈 스페셜 드라마 CD - Days, 정보와 비일상 (2018) -- '마츠다 타카토'